# Federación Internacional de Judíos Mesiánicos
La Federación Internacional de Judíos Mesiánicos (FIJM), es una organización internacional religiosa Judía mesiánica, creada por el Rabino Haim Levi a mediados de 1978. En ese año, se estableció una de las primeras sinagogas mesiánicas de los Estados Unidos, así como el Instituto Judío Mesiánico Etz Jaim (el Árbol de la vida) a donde se podía traer a rabinos mesiánicos procedentes de otros países para ser entrenados. Esta organización, al igual que las otras congregaciones mesiánicas, no son consideradas como judías por las ramas mayoritarias del judaísmo mundial, ni por el rabinato ortodoxo del Estado de Israel.